# Венцкайтис, Эдгарас
Эдгарас Венцкайтис (лит. Edgaras Venckaitis, р.12 декабря 1985) — литовский борец греко-римского стиля, призёр чемпионата мира.
Родился в 1985 году в Таураге. В 2012 году принял участие в Олимпийских играх в Лондоне, но занял лишь 5-е место. В 2014 году завоевал бронзовую медаль чемпионата мира.